# آبارکالا
آبارکالا (به اسپانیایی: A Barcala) در اسپانیا با جمعیت ۱۱٬۳۸۵ نفر است که در گالیسیا واقع شده‌است.